# Rutland Nunatak
Rutland Nunatak är en nunatak i Antarktis. Den ligger i Östantarktis. Australien gör anspråk på området. Toppen på Rutland Nunatak är 2 070 meter över havet.
Terrängen runt Rutland Nunatak är huvudsakligen platt, men åt sydväst är den kuperad. Trakten är obefolkad. Det finns inga samhällen i närheten.